# Gacha Gacha
Gacha Gacha (ガチャガチャ?) è un manga di Hiroyuki Tamakoshi di genere ecchi. Pubblicata in patria dall'editore Kōdansha, in Italia ne sono stati acquistati i diritti dalla Play Press che ne ha pubblicato i capitoli sul mensile Yatta! a partire dall'agosto 2004 e fino alla chiusura della rivista, avvenuta nell'agosto 2006 (senza quindi concluderlo). Anche la pubblicazione dei volumi, avviata nel 2008, fu interrotta dopo soli tre numeri a causa del disimpegno della casa editrice dal settore anime e manga.

## Trama
Clara, amica d'infanzia di Kohei, torna dalle vacanze alle Hawaii con un terribile disturbo di personalità multipla. Sperimentando il prototipo di un nuovo videogioco di combattimento virtuale, la ragazza ha infatti come assorbito le personalità delle numerose eroine del gioco ed ora, senza alcuna possibilità di controllare il fenomeno, è capace di trasformarsi inaspettatamente in una di loro. Clara, imbarazzatissima dall'accaduto, fa promettere all'amico Kohei di proteggerla e di mantenere il segreto. Ma la strada è lunga e le “molte Clara” che Kohei è costretto ad affrontare sono spesso seducenti versioni disinibite della sua migliore amica, e questo porta il giovane liceale a reinterrogarsi sul rapporto che li lega.

## Personaggi
Kohei
Il liceale impacciato e goffo protagonista.
Clara Hanazono
Amica d'infanzia di Kohei e sua compagna di scuola. A seguito del test del videogioco sperimentale Gacha Gacha, si impossessano di lei personalità come Risa, la ragazza spudorata e lasciva, Alice, l'ingenua ma maliziosa lolita e Rin, la violenta maestra di arti marziali. Tuttavia queste non sono che le prime manifestazioni del disturbo che, evolvendo, farà subire all'infelice Clara molte altre inaspettate trasformazioni.
Leona
Compagna di classe di Kohei e Clara, coinquilina a casa di quest'ultima. Presentatasi come liceale appena trasferitasi in Giappone dagli USA, Leona è in realtà una programmatrice informatica altamente qualificata al servizio della casa produttrice di Gacha Gacha. Assunta per eliminare le varie personalità di Clara in quanto parti di un videogioco in produzione e perciò topsecret, Leona finisce tuttavia per innamorarsi di Kohei. Abituata ad atteggiarsi freddamente verso gli altri a causa del proprio passato da studentessa geniale e “bambina prodigio” laureatasi precocemente ad Harvard, Leona rimane colpita dal goffo liceale per l'affetto e la dedizione dimostrate verso Kurara.

## Manga
La serie manga è composta da 16 volumi totali, che comprendono due diversi archi narrativi. La prima serie Gacha Gacha: Capsule, che va dal primo volume al quinto, ha per protagonisti Kohei e Clara, la seconda Gacha Gacha: Secret narra la storia di un'altra coppia e delle sue disavventure col videogioco di combattimento e comprende i restanti volumi, dal sesto al sedicesimo.
| Nº | Titolo italiano Giapponese 「Kanji」 - Rōmaji          | Data di prima pubblicazione             | Data di prima pubblicazione |
| Nº | Titolo italiano Giapponese 「Kanji」 - Rōmaji          | Giapponese                              | Italiano                    |
| 1  | Gacha Gacha 1 「ガチャガチャ（１）」 - Gacha Gacha 1   | 14 dicembre 2002 ISBN 978-4-06-363183-8 | 15 febbraio 2008            |
| 2  | Gacha Gacha 2 「ガチャガチャ（2）」 - Gacha Gacha 2    | 15 gennaio 2003 ISBN 978-4-06-363198-2  | 18 aprile 2008              |
| 3  | Gacha Gacha 3 「ガチャガチャ（3）」 - Gacha Gacha 3    | 14 marzo 2003 ISBN 978-4-06-363221-7    | 25 maggio 2008              |
| 4  | Gacha Gacha 4 「ガチャガチャ（4）」 - Gacha Gacha 4    | 15 maggio 2003 ISBN 978-4-06-363239-2   |                             |
| 5  | Gacha Gacha 5 「ガチャガチャ（５）」 - Gacha Gacha 5   | 9 agosto 2003 ISBN 978-4-06-363279-8    |                             |
| 6  | Gacha Gacha 6 「ガチャガチャ（6）」 - Gacha Gacha 6    | 15 dicembre 2003 ISBN 978-4-06-363320-7 |                             |
| 7  | Gacha Gacha 7 「ガチャガチャ（7）」 - Gacha Gacha 7    | 15 maggio 2004 ISBN 978-4-06-363379-5   |                             |
| 8  | Gacha Gacha 8 「ガチャガチャ（8）」 - Gacha Gacha 8    | 11 novembre 2004 ISBN 978-4-06-363453-2 |                             |
| 9  | Gacha Gacha 9 「ガチャガチャ（9）」 - Gacha Gacha 9    | 8 aprile 2005 ISBN 978-4-06-363512-6    |                             |
| 10 | Gacha Gacha 10 「ガチャガチャ（10）」 - Gacha Gacha 10 | 17 agosto 2005 ISBN 978-4-06-363566-9   |                             |
| 11 | Gacha Gacha 11 「ガチャガチャ（11）」 - Gacha Gacha 11 | 17 gennaio 2006 ISBN 978-4-06-363622-2  |                             |
| 12 | Gacha Gacha 12 「ガチャガチャ（12）」 - Gacha Gacha 12 | 17 maggio 2006 ISBN 978-4-06-363669-7   |                             |
| 13 | Gacha Gacha 13 「ガチャガチャ（13）」 - Gacha Gacha 13 | 17 ottobre 2006 ISBN 978-4-06-363733-5  |                             |
| 14 | Gacha Gacha 14 「ガチャガチャ（14）」 - Gacha Gacha 14 | 16 febbraio 2007 ISBN 978-4-06-363791-5 |                             |
| 15 | Gacha Gacha 15 「ガチャガチャ（15）」 - Gacha Gacha 15 | 17 luglio 2007 ISBN 978-4-06-363852-3   |                             |
| 16 | Gacha Gacha 16 「ガチャガチャ（16）」 - Gacha Gacha 16 | 17 dicembre 2007 ISBN 978-4-06-363928-5 |                             |